# Rhypopteryx triangulifera
Rhypopteryx triangulifera är en fjärilsart som beskrevs av George Francis Hampson 1910. Rhypopteryx triangulifera ingår i släktet Rhypopteryx och familjen tofsspinnare. Inga underarter finns listade.